# Incisione anulare
L'incisione anulare è una tecnica di potatura che si può effettuare sugli alberi da frutto, consistente nel distacco di un piccolo cilindro di corteccia attorno ad un ramo senza intaccare il legno o intaccandolo appena. L'operazione interrompe la circolazione della linfa discendente, mentre non altera la circolazione della linfa che sale attraverso il legno giovane. Il risultato è l'abbondante fruttificazione del ramo per accumulo di linfa elaborata.
Si applica un'incisione al di sotto di una gemma e una al di sopra di un'altra gemma. Nel primo caso la gemma si evolverà a fiore, nel secondo a legno. L'incisione anulare indebolisce il ramo e può condurlo a morte: è, quindi, un sistema da applicare con giudizio. Si applica di norma ad alcuni rami giovani in soprannumero, destinati ad essere soppressi, e, se ripetuta frequentemente, può accelerare l’invecchiamento della pianta. È importante evitare di applicare l'incisione a piante debilitate, vecchie, poco vigorose.